# Angelo Italia
Angelo Italia (* 1628 in Licata; † 1700 in Palermo) war ein italienischer Architekt des Barock auf Sizilien.

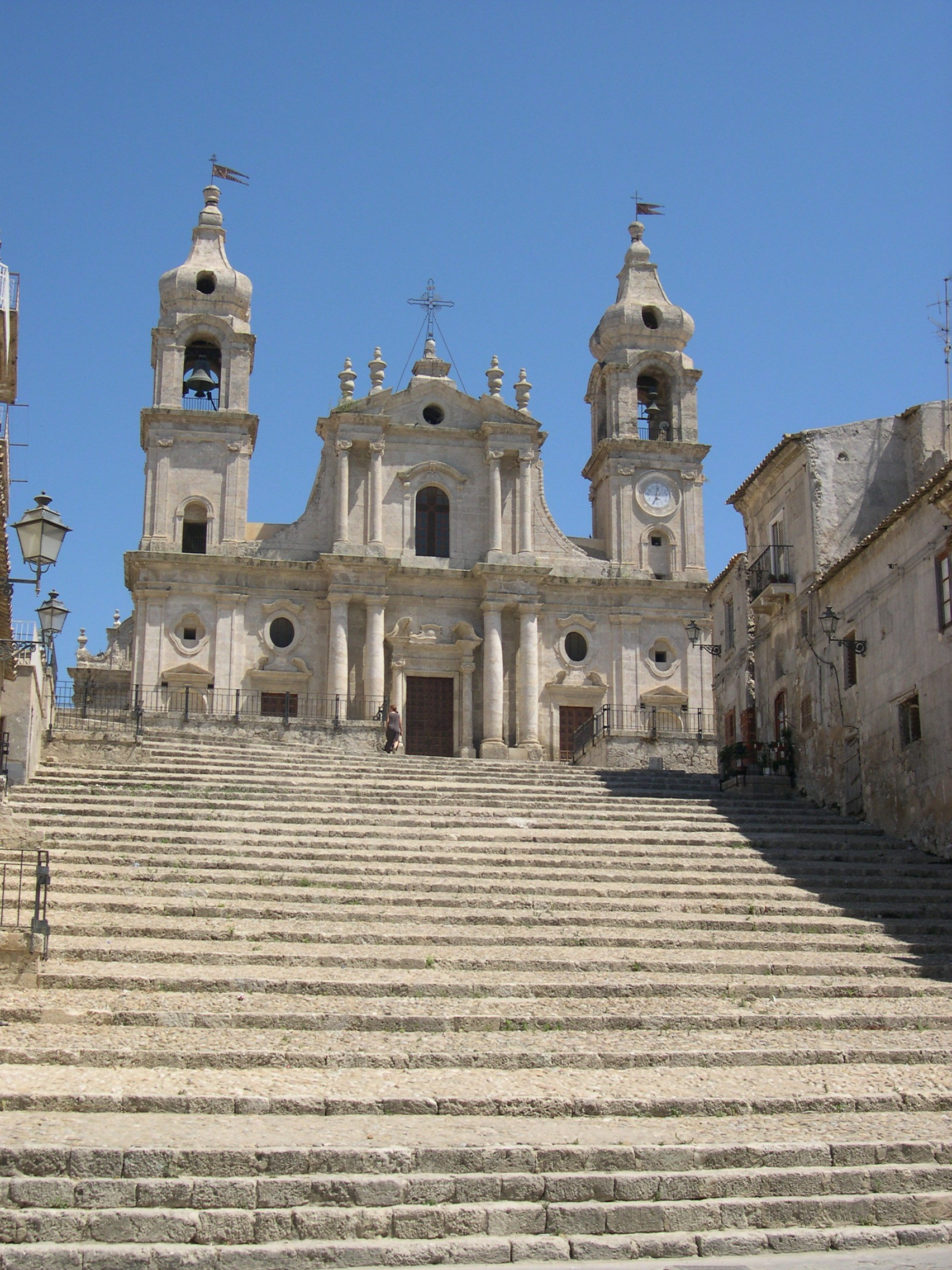
Angelo Italia, Chiesa Madre in Palma di Montechiaro (1666)

Die handwerkliche Ausbildung erhielt Italia von seinem Vater, einem Maurermeister in Licata. Seine erste Arbeit als Architekt war der Bau der Chiesa di Sant’Angelo Carmelitano in Licata von 1653, der noch nicht an die Qualität seiner späteren Bauten heranreicht. 1671, im Alter von 43 Jahren trat er dem Orden der Jesuiten bei und ging an das Jesuitenkolleg in Palermo. In dieser Zeit dürfte er Reisen nach Neapel, Rom und andere Städte Italiens unternommen haben, um dort Architekturen zu studieren, denn bei den Bauprojekten dieser Zeit, wie der Santissimo von Palermo, bei der er mitarbeitete, zeigen seine Entwürfe eine große Originalität. Insbesondere die Jesuitenkirche San Francesco da Saverio zeichnet sich durch eine ungewöhnliche Raumauffassung aus, die auf Kenntnis der Bauten von Francesco Borromini, Girolamo und Carlo Rainaldi sowie Pietro da Cortona verweisen, denn einige seiner Architekturentwürfe zitieren Elemente ihrer Bauten, die er in seine eigenen komplexen, oft sechseckigen Entwürfe einbezieht. Möglicherweise hat er auch den Architekten und leidenschaftliche Borromini-Anhänger Guarino Guarini kennengelernt, der in der zweiten Hälfte des 17. Jahrhunderts in Messina eine rege Bautätigkeit entfaltete. Borrominis Formensprache findet sich unter anderem in seinem elliptisch angelegten Entwurf für die Kirche des Jesuitenkollegs von Mazara del Vallo wieder. Neben Kirchenbauten legte er nach der Zerstörung durch das schwere Erdbeben von 1693 im gleichen Jahr Entwürfe für den Wiederaufbau von Avola, Noto und Lentini vor.

## Bauwerke
- Chiesa di Sant’Angelo Carmelitano  Licata (ab 1653)
- Chiesa Madre in  Palma di Montechiaro (1666)
- Chiesa di S. Girolamo in Polizzi Generosa (1681)
- Chiesa di San Francesco Saverio in Palermo (1685)
- Chiesa di Santa Maria della Neve in Mazzarino im Auftrag von Carlo Carafa Branciforte principe di Bufera Angelo
- Basilica di Santa Maria Assunta in Alcamo (1699)
- Chiesa del Carmine Maggiore in Palermo: Neubau der Kuppel
- Kathedrale von Monreale,  Cappella del Crocifisso: Entwurf der Kapelle (mit  Paolo Amato)
- Entwurf  für den Bau der Collegiata (Catania)